# Francisco Correia de Mendonça
Francisco Correia de Mendonça (Lagos, 3 de Janeiro de 1832 – 4 de Agosto de 1899), foi um deputado e juiz português. 

## Biografia

### Primeiros anos e formação
Nasceu na cidade de Lagos, em 3 de Janeiro de 1832, filho de Francisco Correia de Mendonça Pessanha e de Teresa Luísa de Azevedo.
Formou-se em Leis ou em Direito, pela Faculdade de Direito da Universidade de Coimbra, em 1853.

### Carreira militar e política
Em Setembro de 1864, foi nomeado como Administrador do Concelho de Lagos, tendo sido destacado em 10 de Novembro do mesmo ano para delegado do procurador régio da Comarca de Silves. Em 2 de Maio de 1870, tornou-se auditor do exército, e em 13 de Março de 1876 foi nomeado como juiz de terceira classe em Amares, tendo sido transferido para Odemira em 6 de Abril. Foi promovido a juiz de segunda classe em 27 de Novembro, e de primeira classe no dia 3 de Abril de 1879, na Comarca de Silves. Foi integrado no quadro da magistratura em 23 de Julho de 1879.
Foi deputado às cortes por Lagos nas legislaturas de 1870, e de 1871 a 1874.

### Casamento e morte
Casou com Teresa Augusta Castelbranco, não tendo gerado quaisquer filhos.

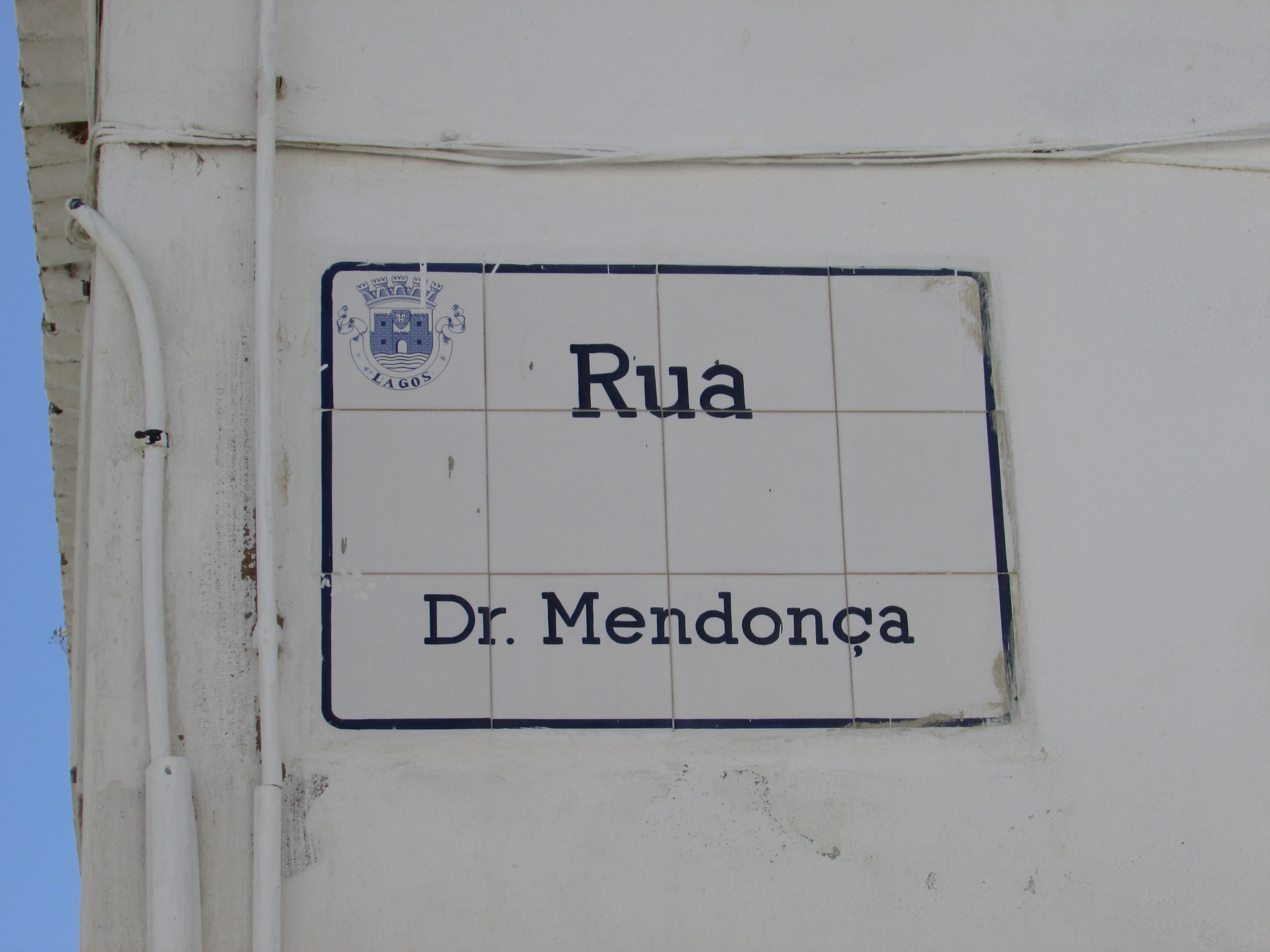
Placa toponímica da Rua Dr. Mendonça, em Lagos.

Faleceu em 4 de Agosto de 1899.

## Homenagens
O seu nome foi colocado numa rua na cidade de Lagos.